# 노은실
노은실(1989년 12월 2일 ~ )은 대한민국의 여성 태권도 국가대표이다. 2010년 아시안 게임 태권도 여성 62kg급에서 금메달을 획득하였다. 현재 경희대학교에서 재학 중이다.

## 실적
- 2007년, 제88회 전국체육대회 태권도 여자 라이트급 1위
- 2008년, 세계대학선수권대회 대표 선발전 1위